# Ханкок (окръг, Охайо)
Окръг Ханкок (на английски: Hancock County) е окръг в щата Охайо, Съединени американски щати. Площта му е 1383 km², а населението - 71 295 души (2000). Административен център е град Финдли.